# Suryo Agung Wibowo
Suryo Agung Wibowo (ur. 8 października 1983 w Solo) — indonezyjski lekkoatleta, sprinter, którego specjalizacją jest bieg na 100 metrów. Jego rekord życiowy na tym dystansie wynosi 10,17 sek. Uczestniczył w mistrzostwach świata w 2003 oraz igrzyskach olimpijskich w 2008 roku. Na żadnej z tych imprez nie udało mu się awansować do drugiej rundy konkursu.

## Rekordy życiowe
| Dystans       | Wynik | Miejsce           | Data            |
| ------------- | ----- | ----------------- | --------------- |
| bieg na 60 m  | 6.82  | Birmingham        | 14 marca 2003   |
| bieg na 100 m | 10.17 | Wientian          | 13 grudnia 2009 |
| bieg na 200 m | 20.76 | Nakhon Ratchasima | 11 grudnia 2007 |